# Tallahassee Tennis Challenger 2002
Il Tallahassee Tennis Challenger 2002 è stato un torneo di tennis facente parte della categoria ATP Challenger Series nell'ambito dell'ATP Challenger Series 2002. Il torneo si è giocato a Tallahassee negli Stati Uniti dal 3 al 9 giugno 2002 su campi in cemento.

## Vincitori

### Singolare
Brian Vahaly ha battuto in finale  Justin Gimelstob con il punteggio di 7–6(5), 6–4

### Doppio
Levar Harper-Griffith /  Jeff Williams hanno battuto in finale  Huntley Montgomery /  Brian Vahaly con il punteggio di 6–3, 4–6, 6–4